# The Laughing Policeman (sång)
"The Laughing Policeman" är en varietésång skriven av Charles Jolly, pseudonymen för Charles Penrose.

## Sången
Charles Penrose gjorde den första inspelningen gjordes 1922. (Columbia Records FB 1184). Som kompositör angavs officiellt hans fru Mabel under pseudonymen "Billie Grey"; även o melodi lånades från The Laughing Song  av George W. Johnson, som spelades in under 1890-talet. . Penroses skrev flera andra laughing-sånger ("The Laughing Major", "Curate", "Steeplechaser", "Typist", "Lover" med flera), men mest känd blev "The Laughing Policeman" som sålde över en miljon exemplar. Dess popularitet bestod fram till 1970-talet och var användes ofta till BBC Radio 1:s program Junior Choice. Även en dansmix gjordes, utgiven på 10-tums 45-varvsskiva, som påminde om en 78-varvare, med originalversion på andra sidan.
Stikkan Anderson gav sången text på svenska, som "Den skrattande polisen". Den spelades in med Ove Flodin och Gnesta-Kalle, utgiven 1955.

## Övriga referenser
Refrängen har också använt i TV-paneltävlingen QI, och 2007 i en TV-reklamfilm för Cuprinol.
I The Man who Blew Away, ett avsnitt av One Foot in the Grave, hålls Meldrews borta av en nattfest vid vägen, och läget är som värst då de festande sjunger med i sångens refräng.
I ett avsnitt av BBC:s polisdramaserie City Central stjäl kriminella polisens radio och använder den för att spela sången nonstop över sändningsnätet, och störa polisens kommunikationer.
Boken Den skrattande polisen har också namngivits efter sången.